# Конти-Вроцлавські (гміна)
Гміна Конти-Вроцлавські (пол. Gmina Kąty Wrocławskie) — місько-сільська гміна у південно-західній Польщі. Належить до Вроцлавського повіту Нижньосілезького воєводства.
Станом на 31 грудня 2011 у гміні проживало 21491 особа.

## Площа
Згідно з даними за 2007 рік площа гміни становила 176.50 км², у тому числі:
- орні землі: 81.00%
- ліси: 7.00%

Таким чином, площа гміни становить 15.81% площі повіту.

## Населення
Станом на 31 грудня 2011:
| Опис     | Загалом | Загалом | Чоловіки | Чоловіки | Жінки | Жінки |
| -------- | ------- | ------- | -------- | -------- | ----- | ----- |
| одиниця  | осіб    | %       | осіб     | %        | осіб  | %     |
| все      | 21491   | 100     | 10567    | 49.17    | 10924 | 50.83 |
| міське   | 6109    | 100     | 2932     | 47.99    | 3177  | 52.01 |
| сільське | 15382   | 100     | 7635     | 49.64    | 7747  | 50.36 |

## Сусідні гміни
Гміна Конти-Вроцлавські межує з такими гмінами: Кобежице, Костомлоти, Меткув, М'єнкіня, Собутка.